# Anthidiellum crenulatum
Anthidiellum crenulatum är en biart som först beskrevs av Warncke 1982.  Anthidiellum crenulatum ingår i släktet Anthidiellum och familjen buksamlarbin. Inga underarter finns listade i Catalogue of Life.